# Kasumigaura
Kasumigaura (霞ヶ浦?) es un lago que está ubicado en la prefectura de Ibaraki, a 60 kilómetros al noreste de Tokio, y es el segundo mayor lago de Japón después del lago Biwa.
En un sentido estricto y oficialmente Kasumigaura se refiere a un cuerpo de agua con una superficie de 167,63 km². 
En un sentido más amplio, el lago Kasumigaura también puede referirse a él y al grupo de los lagos contiguos, lo que incluye el Kasumigaura propiamente dicho, que se conoce entonces como Nishi-ura (西浦; 167,63 km²), y dos pequeños lagos, Kita-ura (北浦; 35,16 km²) y Sotonasaka-ura (外浪逆浦; 5,85 km²), y también abarca los ríos que los conectan Kitatone-gawa (北利根川), Wani-gawa (鰐川) y Hitachitone-gawa (常陸利根川) [Hitachi-gawa (常陸川)]; en este caso, la superficie total es de 220 km² y tiene una línea costera de alrededor de 252 kilómetros. Su profundidad media es 4 metros y su máxima profundidad es de 7 metros. Los principales afluentes son los ríos Koise-gawa (恋瀬川), Sakura-gawa(桜川), Ono-gawa (小野川), Shintone-gawa (新利根川),  Sonobe-gawa (園部川), Tomoe-gawa (巴川) y más de 30 pequeños ríos. Su salida primaria principal al océano Pacífico es el Río Tone.
Alrededor del 45% de la tierra que rodea el lago es el paisaje natural y el 43,5% es tierra agrícola. Los asentamientos poblacionales alrededor del lago en un sentido amplio son: Tsuchiura-shi, Ami-machi, Miho-mura, Inashiki-shi, Itako-shi, Kamisu-shi, Kashima-shi, Hokota-shi, Namegata-shi, Omitama-shi, Ishioka-shi y Kasumigaura-shi.
El grupo Kasumigaura está comprendido dentro del Parque Cuasi Nacional Suigō-Tsukuba

## Historia
Lago Kasumigaura originalmente de agua salobre, con conexiones indirectas al océano Pacífico. En 1963, con la construcción de una puerta, desconecta el lago desde sus fuentes de agua del océano. Como resultado, la salinidad del lago Kasumigaura declinó, y hoy el lago contiene agua dulce. Este lago era famoso por su pesca tradicional durante el Período Edo. Pero hoy en día, la producción pesquera ha disminuido debido al deterioro de la calidad del agua, que fue causado en parte por el cierre de la puerta de la marea en 1963 a los efectos de la desalinización.

## Utilización

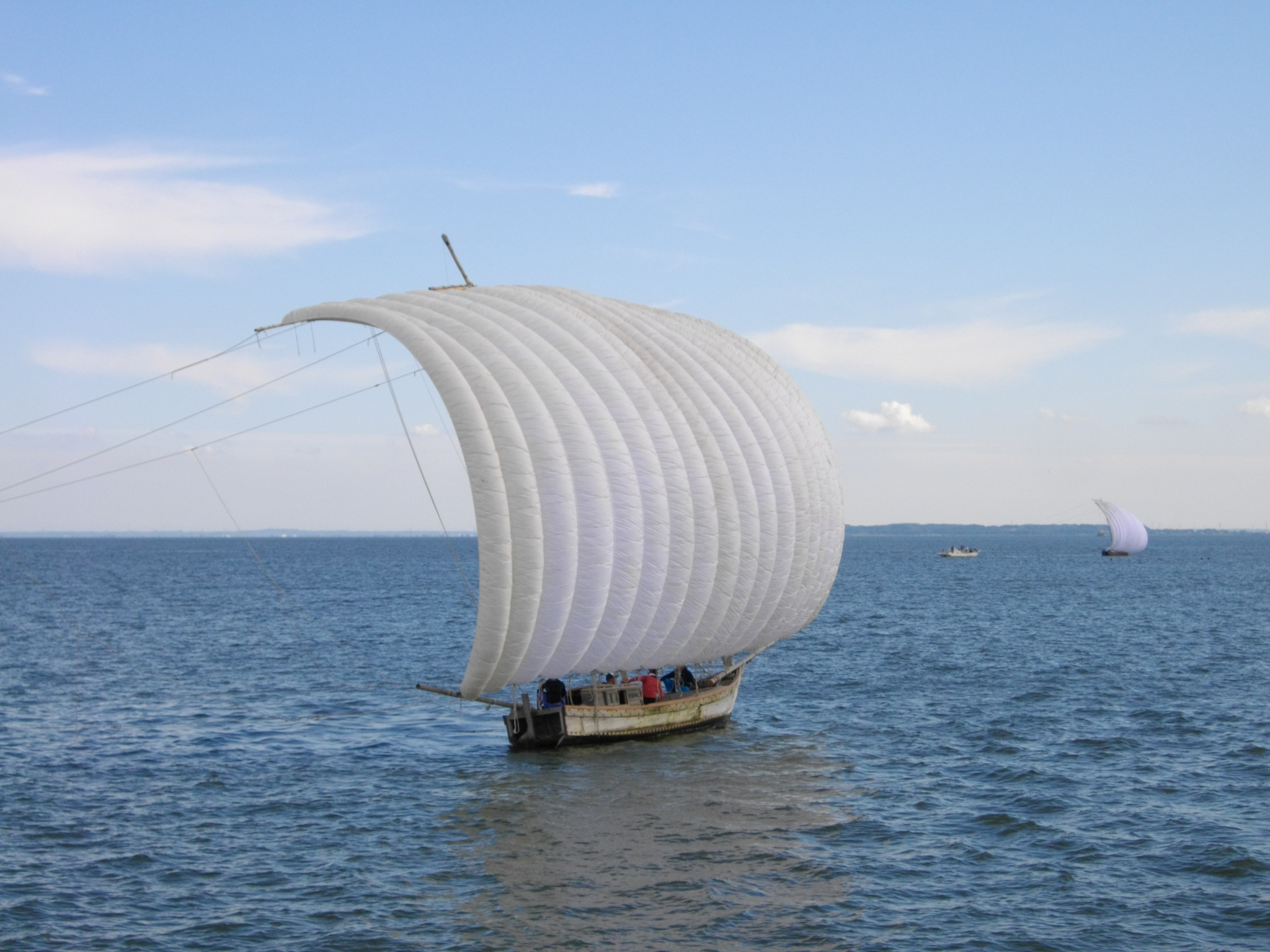
Hobikibune (Hobikisen) en el lago Kasumigaura.

Hoy en día, el lago Kasumigaura se utiliza para la pesca, el riego, el turismo, la recreación y para el consumo para la industria pública y privada de los alrededores. 
Una variedad de peces pueden ser capturados en las aguas del lago Kasumigaura, incluyendo olía (Osmeridae), draco japonés, carpín, gobio, anguila japonesa y langostino de río. La captura más popular cultivada es la carpa, seguida de olía y gobio.  Otro tesoro cultivado del lago Kasumigaura era la hermosa perla Kasumi de agua dulce; eran apreciadas por su alto brillo y los tonos rosados, que era el resultado de un período de cultivo de cuatro años.  Sin embargo, en 2006, se interrumpió el cultivo de perlas de agua dulce, debido a perlas baratas procedentes de China, resultando demasiado difícil competir con estas. 
El agua del lago Kasumigaura ha sido utilizada para el riego de campos de arroz de los campos llanos aluviales de los alrededores y las tierras altas de terrazas diluviales cubiertas por gruesos depósitos de ceniza volcánica. Los principales cultivos son el arroz y la raíz de loto (una especialidad local).  Otros cultivos son el tomate, pepino, berenjena, sandía, maíz, frijoles de soya, camote (batata), kabocha (calabaza), daikon (rábano blanco) y maní. 
Muchos turistas vienen al lago en el verano para ver el hobikibune (帆曳船), que son embarcaciones de pesca de navegación a vela y que son únicos en el lago Kasumigaura. 
El molino de viento del parque integral "Kasumigaura Comprehensive Park" es un sitio popular a lo largo del año y especialmente en primavera, cuando los tulipanes florecen.
El lago es un punto de acceso de recreo para pesca deportiva, los entusiastas y los pescadores se observan cerca de la costa y alrededor de las desembocaduras de los ríos que rodean el lago. Embarcaciones de recreo, tales como yates, barcos a motor, barcos de vela y motos acuáticos, se disfrutan regularmente los fines de semana cálidos. 
Las zonas que rodean los humedales son maravillosas para apreciar aves, ya que un gran número de aves acuáticas se pueden observar, sobre todo durante el período de invierno. Cormorán japonés, cisne de Bewick, garceta común, garza real, ánade real, ánade silbón euroasiático, garza verde, correlimos (calidris) cola afilada, curruca arbusto, andarríos bastardo, curruca del pantano japonés, escribano palustre japonés, y la focha común son algunas de las aves que se observan alrededor del lago.
Una vista bella, representativa y entre las más fotografiada del lago Kasumigaura, se obtiene en días de cielo despejado cuando se divisa a simple vista el monte Tsukuba de la vecina ciudad de Tsukuba y se obtiene una imagen con un barco de vela, el lago y el monte al fondo.
Kasumigaura ofrece más de 60 toneladas de agua por segundo, la mayoría va a la agricultura (83%). El resto es proporcionado a la industria local (13%) y al servicio público (4%) de las prefecturas de Ibaraki, Chiba y Tokio.

## Retos
La eutrofización es un problema grave para el lago. Legislación al respecto, fue promulgada en 1982 para ayudar a prevenirla, incluyendo la prohibición de la utilizar y vender sintéticos que contengan fosfatos detergentes, y el control de los contenidos de nitrógeno y fósforo en los efluentes de las fábricas. 
Con el fin de ayudar a mantener el lago, trabajos de dragado se llevan a cabo alrededor del lago y en la desembocadura de los principales ríos afluentes, como el río Sakura en Tsuchiura.

## Galería de imágenes

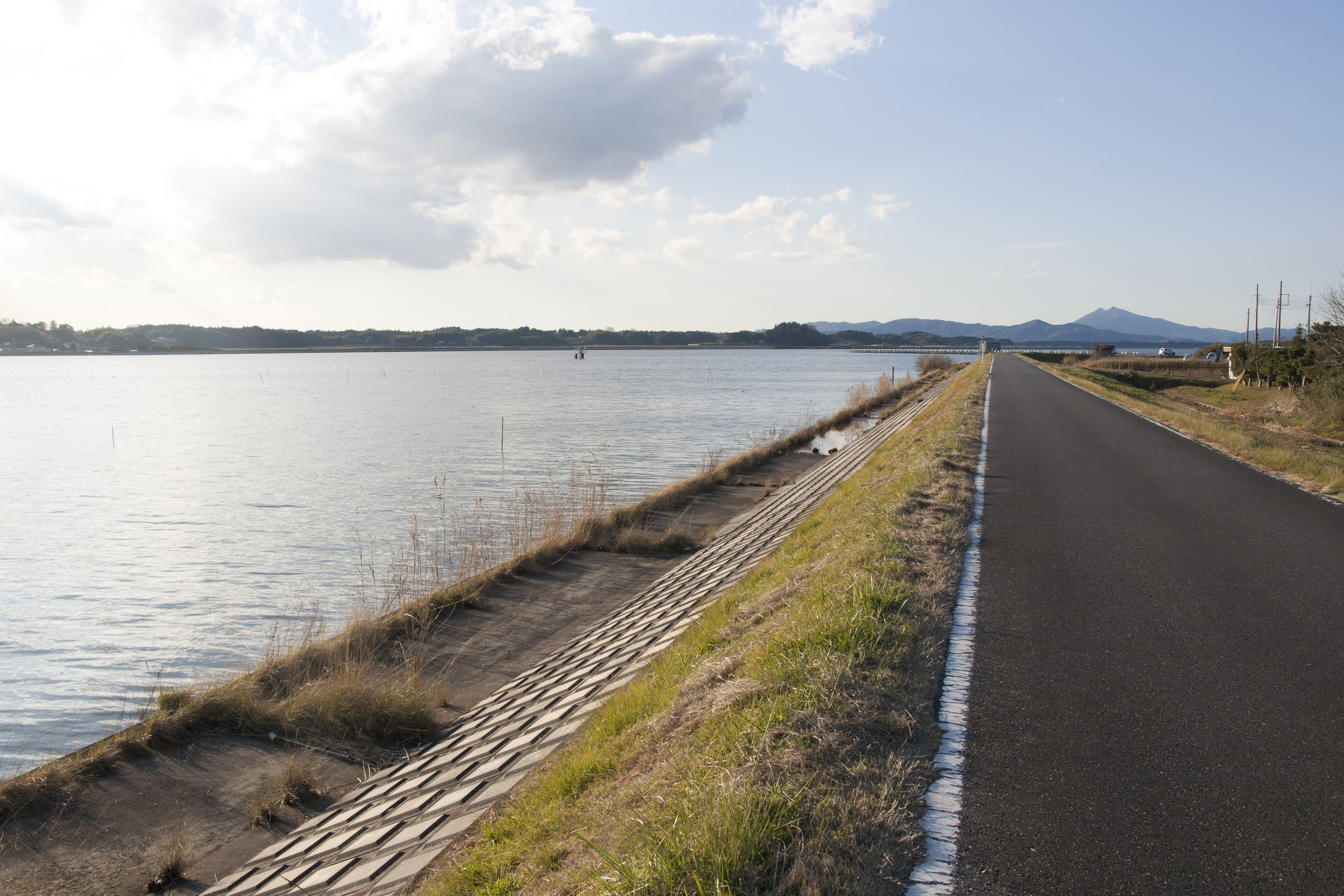
Desde Omitama el lago Kasumigaura y el monte Tsukuba.
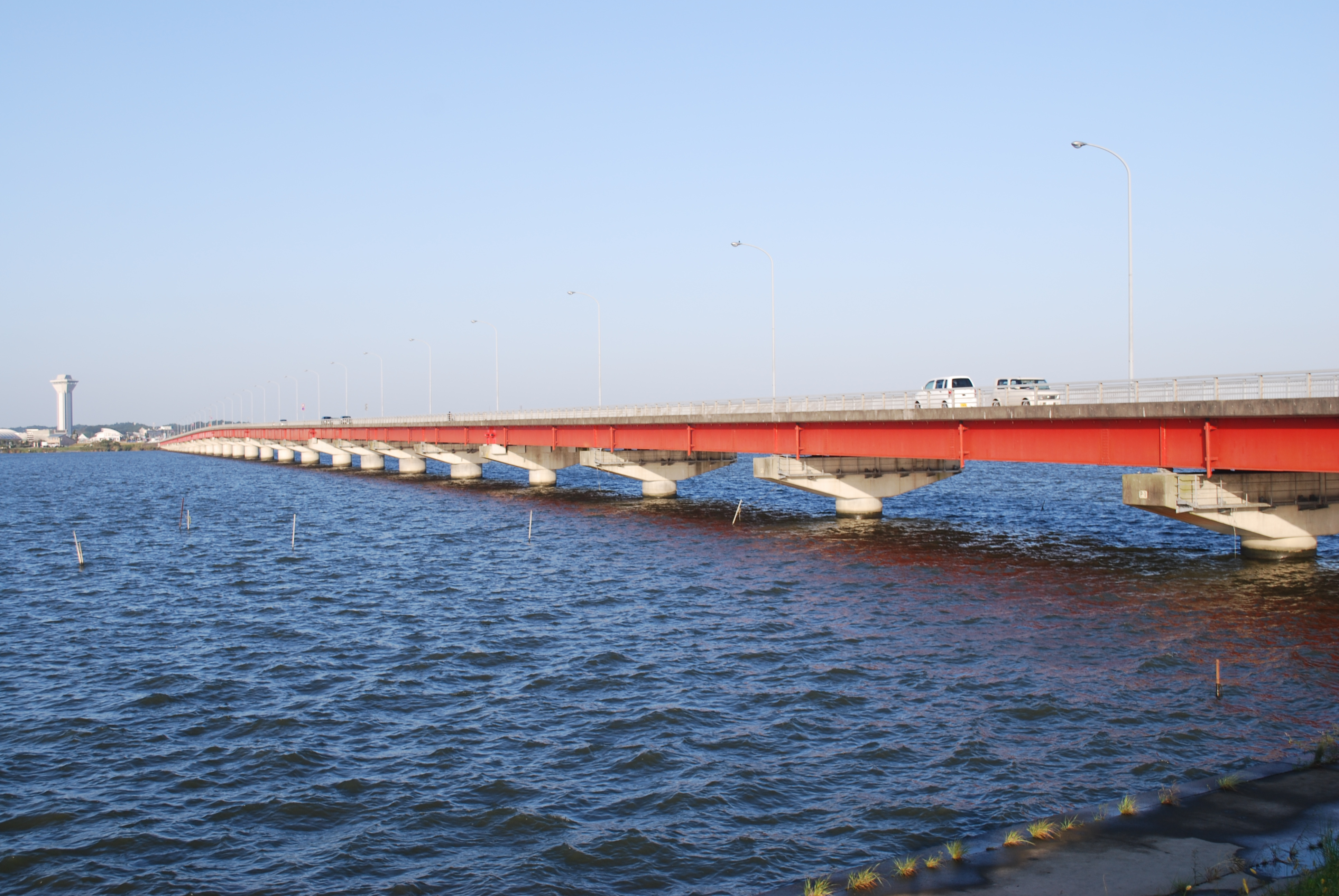
Vista del puente Kasumigaura desde la ciudad de Kasumigaura.
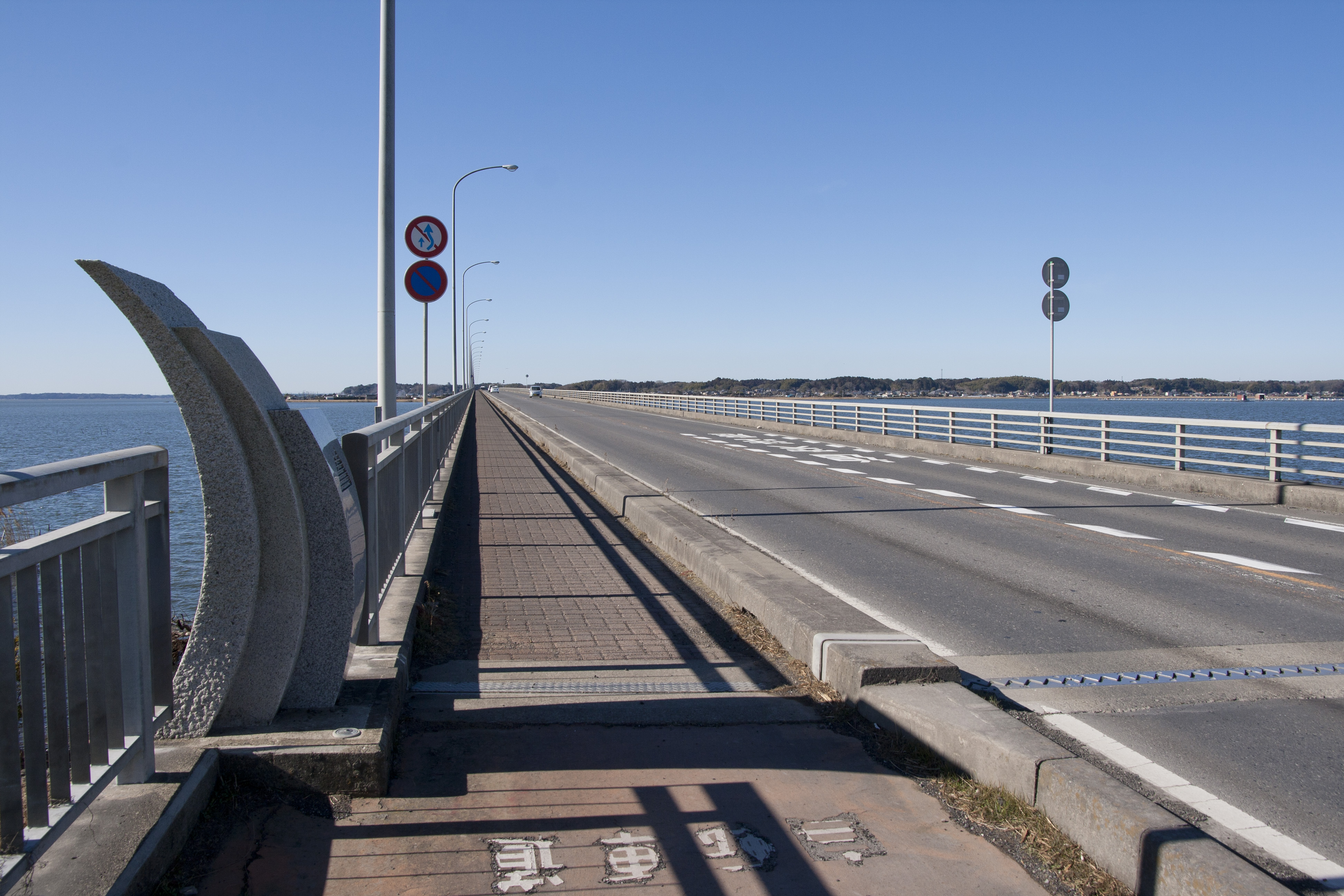
Puente Kasumigaura, ciudades de Namegata y Kasumigaura.
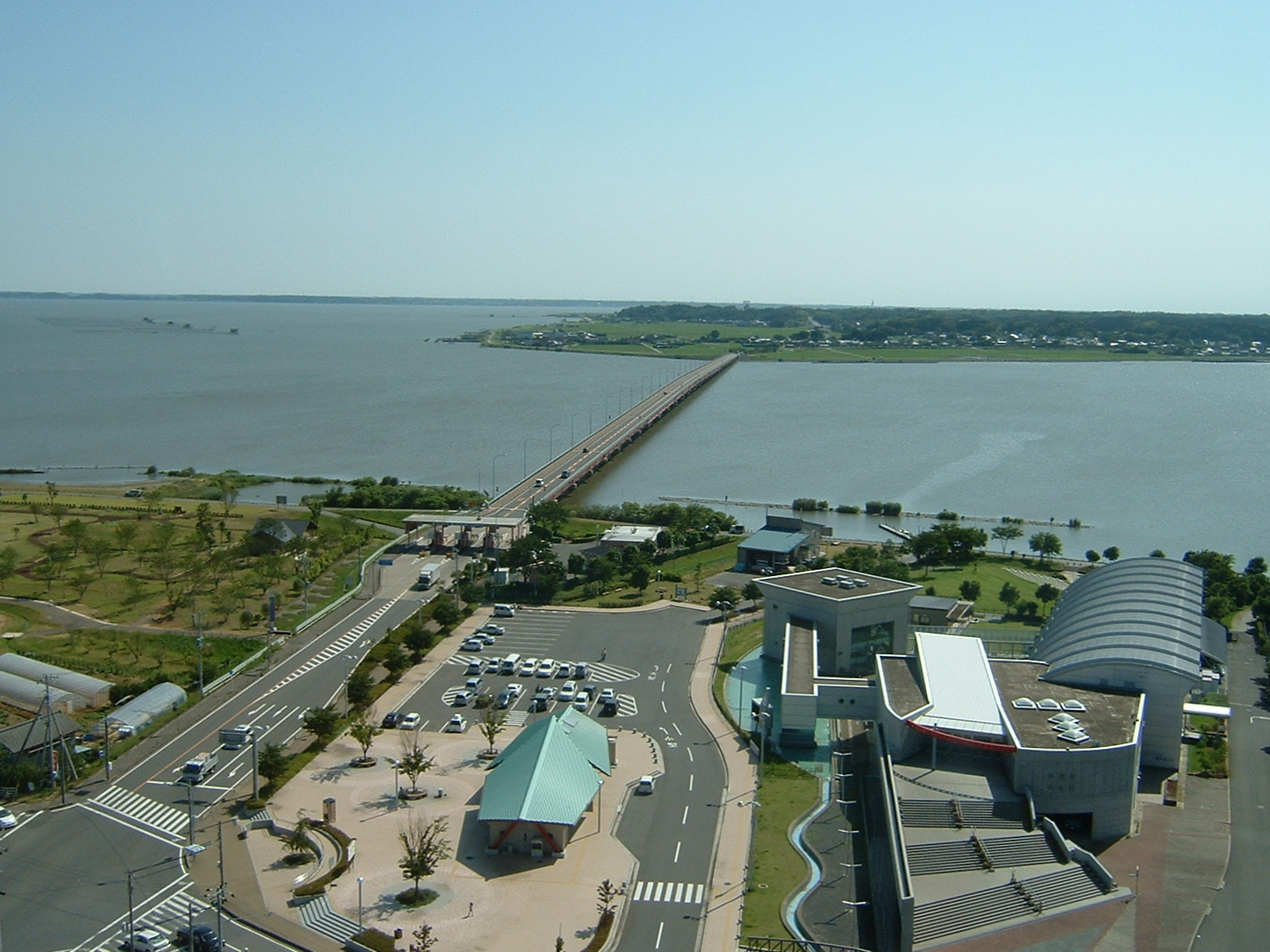
Desde la Torre Arco Iris el puente Kasumigaura en Namegata.
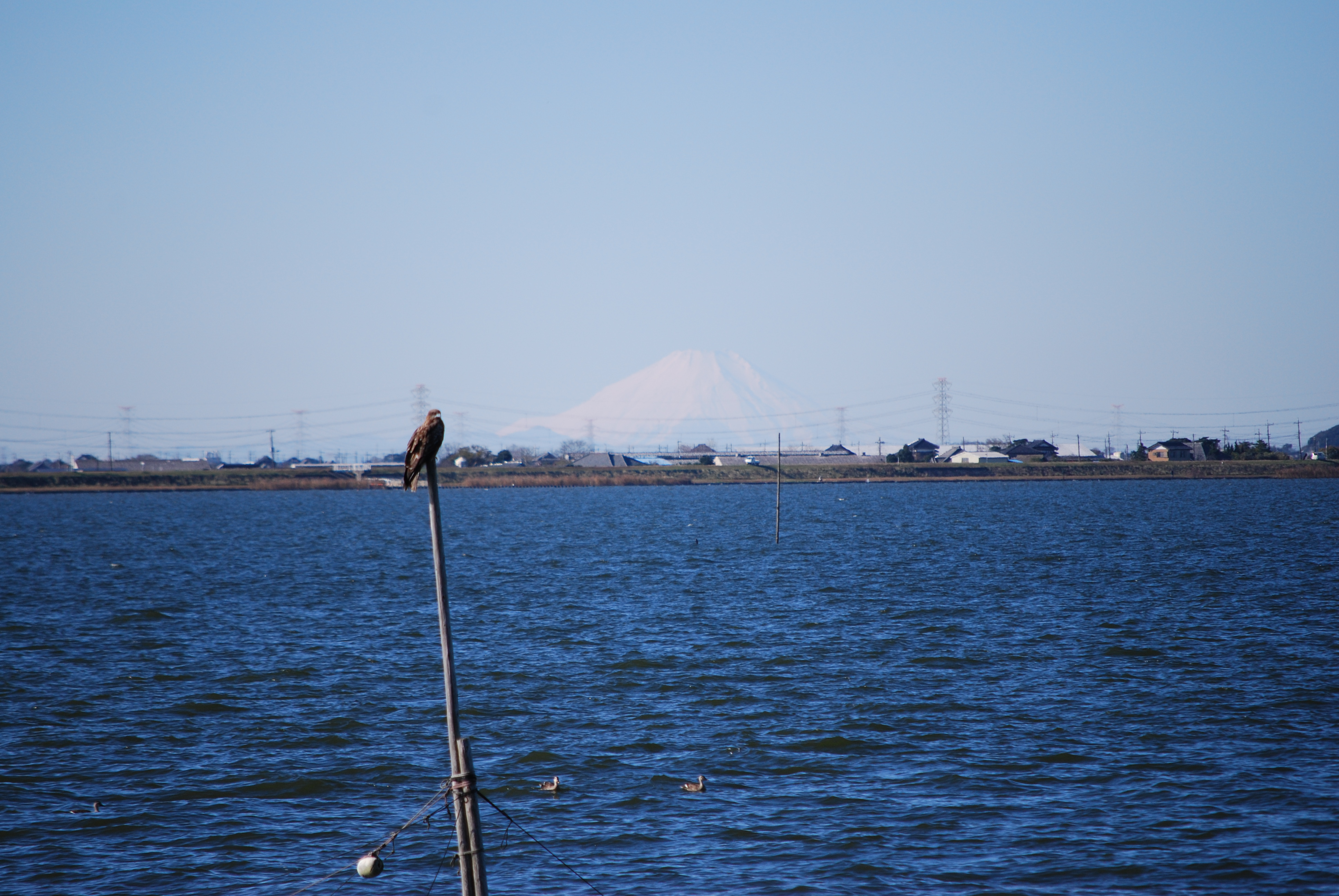
Desde Namegata el lago Kasumigaura y el monte Fuji.
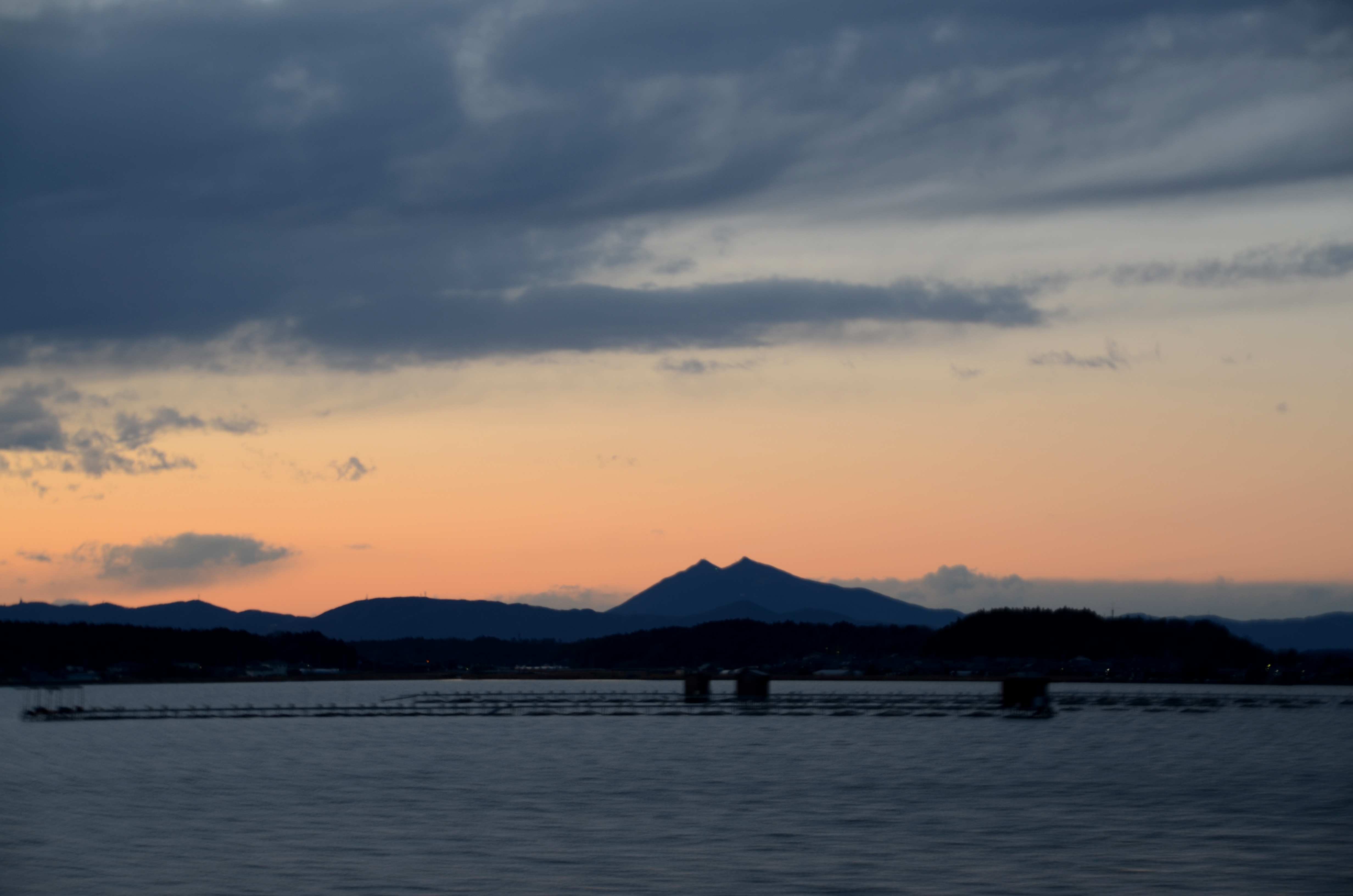
Desde Namegata el lago Kasumigaura y el monte Tsukuba.
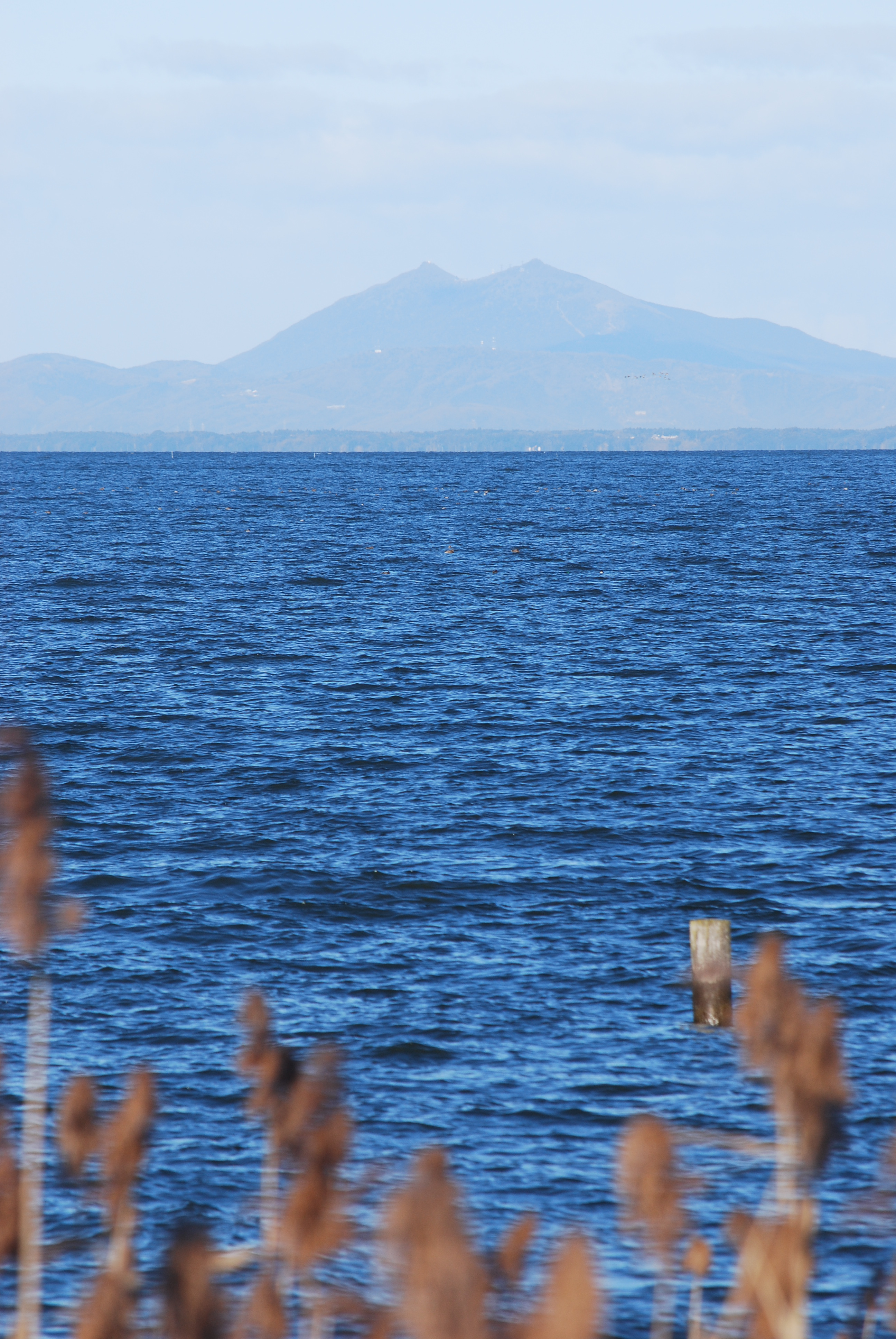
Desde Inashiki el lago Kasumigaura y el monte Tsukuba.
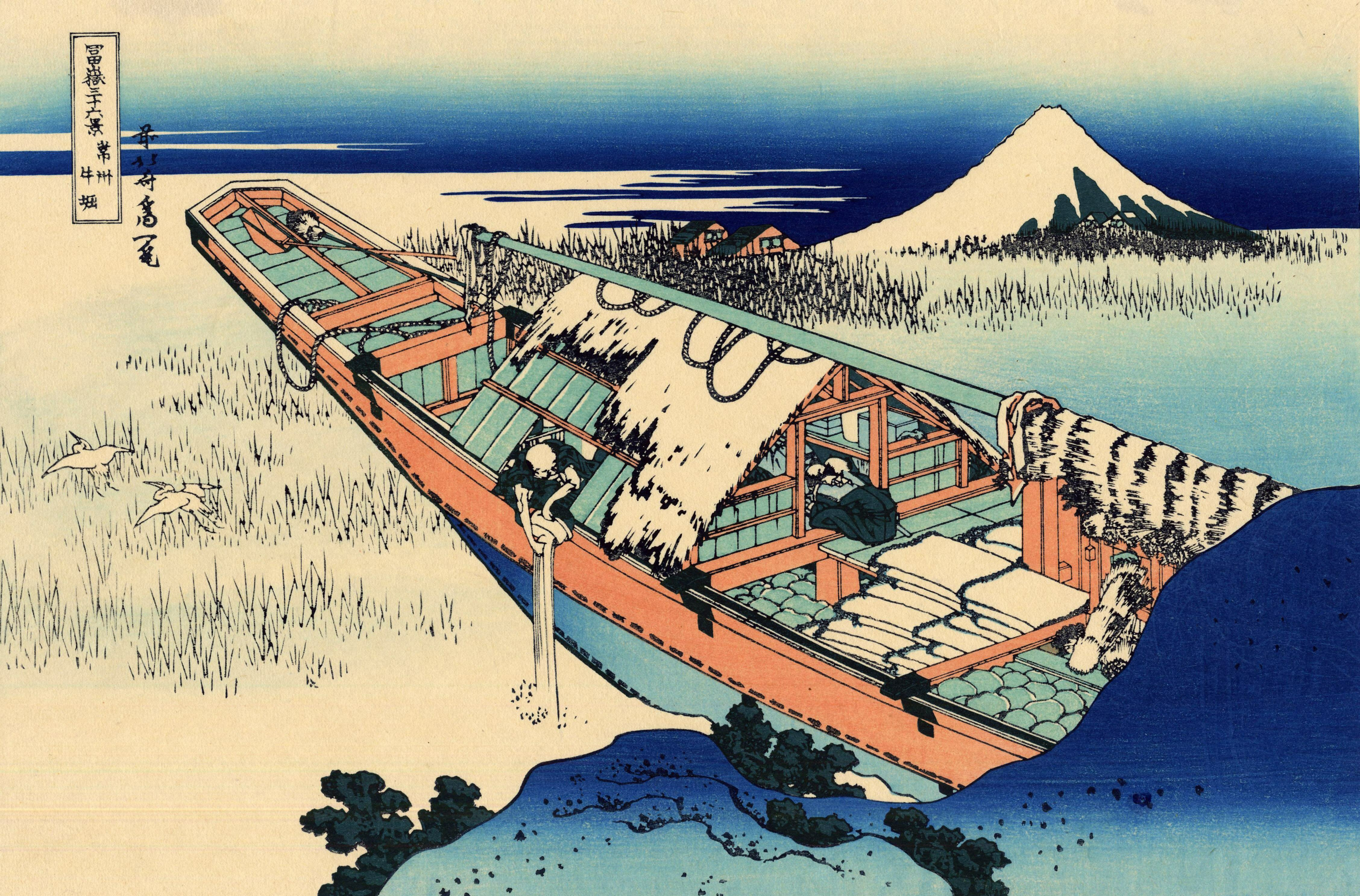
Hokusai